# Stutz Motor Company
De Stutz Motor Company was een producent van luxe auto's, die begon met de productie in 1911 en doorging tot 1935. Het merk maakte een comeback in 1968 onder leiding van de Stutz Motor Car of America, Inc. met een nieuw gedefinieerde moderne retro-look. Hoewel het bedrijf tot op de dag van vandaag nog steeds actief is, zijn de feitelijke verkoopcijfers van fabriek geproduceerde voertuigen gestopt in 1995. Gedurende zijn geschiedenis stond Stutz bekend als producent van snelle auto's, en was het de eerste Amerikaanse fabrikant van sportauto's. Het merk richtte zich ook op luxe auto's voor rijke en beroemde mensen, waaronder Elvis Presley, die de eerste Blackhawk kocht.

## Stutzmodellen
- Stutz Motor Company
  - 1911-1925 Bearcat
  - 1926-1935 8-Cilinder
- Stutz Motor Car of America

- - 1970-1987 Blackhawk (coupé)

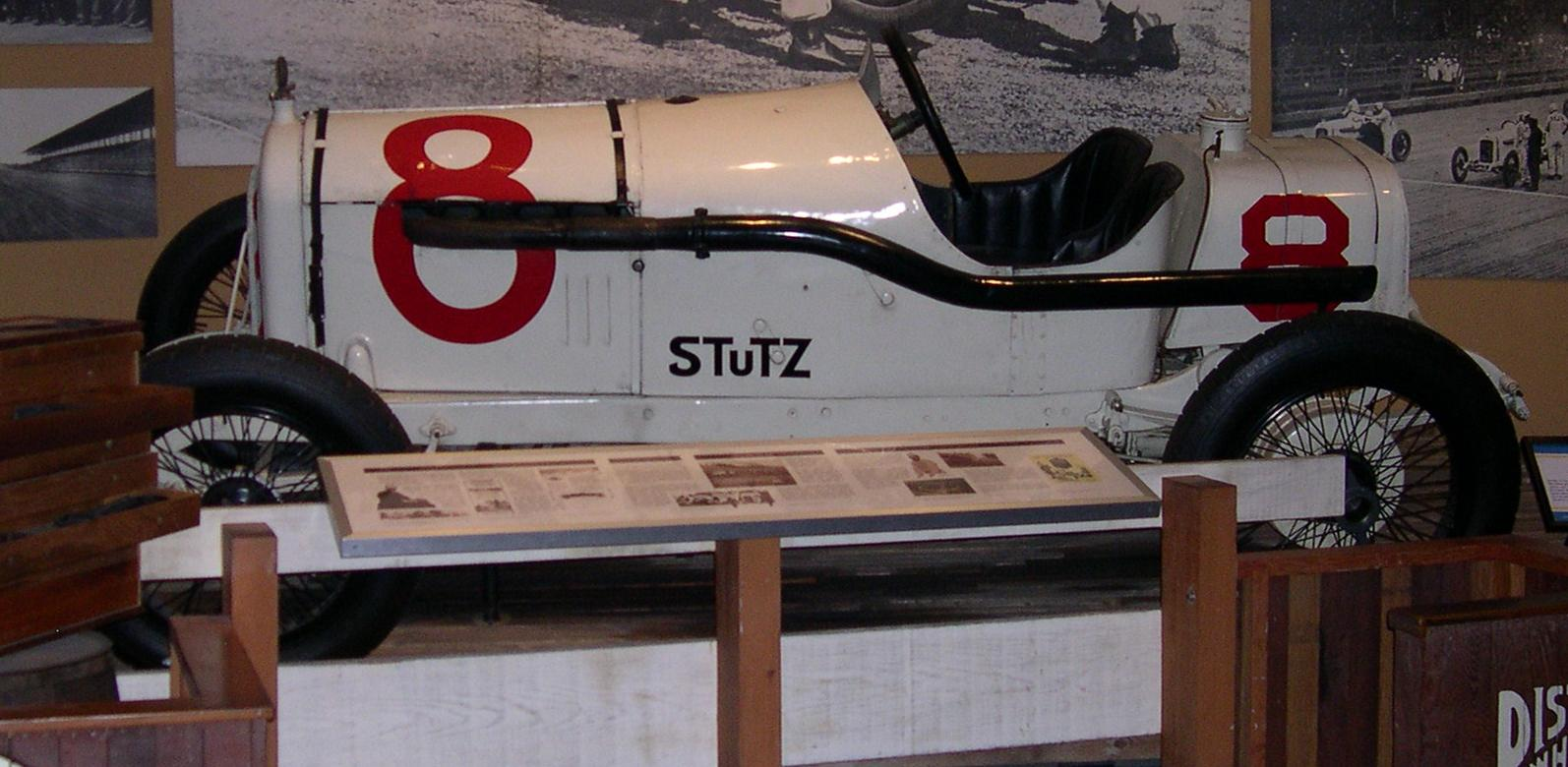
1915 Stutz White Squadron race-auto

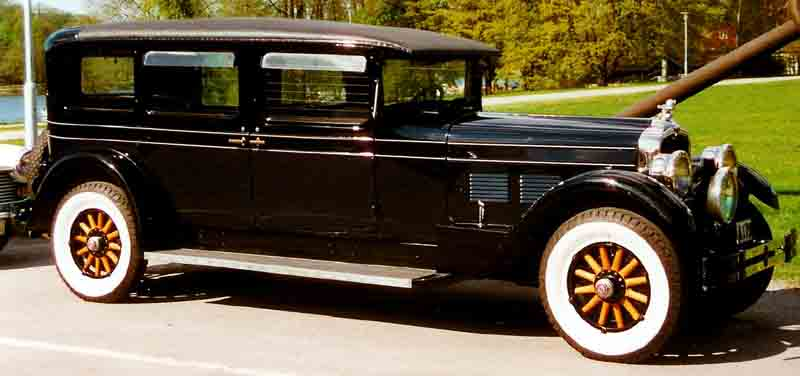
Stutz Vertical Eight AA Limousine uit 1927.

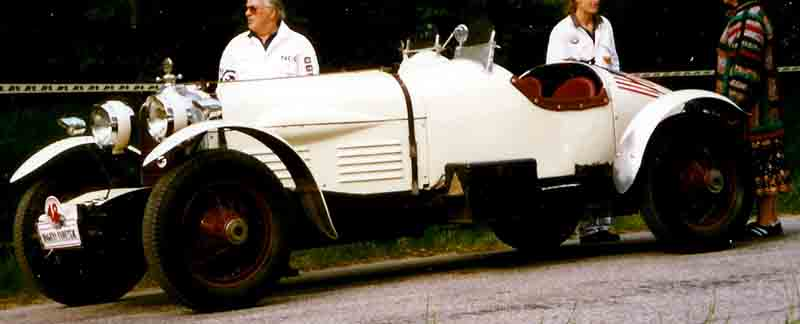
Stutz Blackhawk Indyracer uit 1928.

    - 1970-1979 - gebaseerd op de Pontiac Grand Prix
    - 1980-1987 - gebaseerd op de Pontiac Bonneville

  - 1979-1992 Bearcat (convertible)

- -     - 1977 - een omgebouwde Blackhawk
    - 1979 - gebaseerd op de Pontiac Grand Prix
    - 1980-1986 - gebaseerd op de Pontiac Bonneville of Oldsmobile Delta 88 Royale
    - 1987-1992 - gebaseerd op de Pontiac Firebird

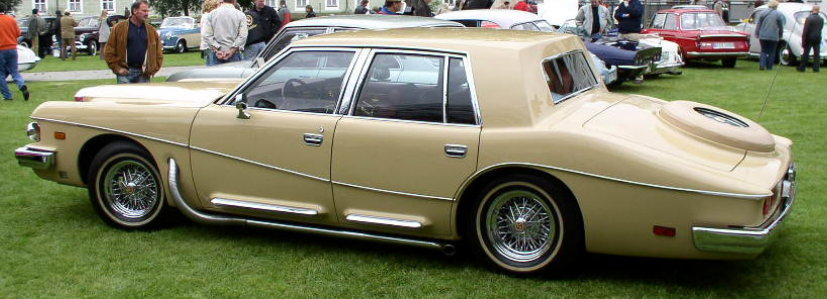
Stutz IV-Porte 1979

- - 1970-1980 Duplex/IV-Porte/Victoria (sedan)
    - 197? Duplex
    - 1977-1980 IV-Porte - gebaseerd op de Pontiac Bonneville en de Oldsmobile Delta 88 Royale
    - 1981- Victoria

  - Diplomatica/Royale (limousine)
    - Diplomatica - gebaseerd op de Cadillac DeVille
    - Royale - extra lange limousine

  - 1984- Defender/Gazelle/Bear - Chevrolet Suburban-gebaseerde gepantserde SUV
    - Gazelle - militaire SUV met machinegeweren
    - Bear - vierdeurs convertible

- Virtual International Authority File: 234399973